# Yasuda Shota
Yasuda Shota (japanska: 安田章大?), född 11 september 1984 i Hyōgo prefektur, är en japansk musiker.
Shota är medlem i det japanska bandet Kanjani-8 som leds av idolagenturen Johnny's Jimusho. Han var också gitarrist i gruppen V-west. 